# Laura Wihlborg
Laura Wihlborg, född 3 februari 1987 i Lidingö församling, är en svensk estradpoet och radioproducent. Wihlborg vann SM i poetry slam 2008.

## Radioproduktioner i urval
- 2015 – Nadim och drömbussen, barnteater (manus och regi)[4]
- 2016 – Värstingresan, dokumentär (upphovsmakare och producent)[5][6]
- 2020 – Fallet Alma Diaz, dramaserie (manus och regi)[7]
- 2021 – Tjuvlyssnat, dramadokumentärserie (manus, regi och inspelning)[8]